# John Baraza
John Mawalma Baraza (Naivasha, 3 giugno 1974) è un ex calciatore keniota, di ruolo attaccante.

## Carriera

### Nazionale
Conta 44 presenze e 21 realizzazioni con la propria nazionale.

## Palmarès

### Club

#### Competizioni nazionali
- Tanzanian Premier League: 2

Young Africans: 2005, 2006
- Kenyan Premier League: 1

Sofapaka: 2009